# Двохвилинка ненависті
Двохвилинка ненависті в романі «1984» Джорджа Орвелла — це щоденний період, протягом якого члени Партії в Океанії зобов'язані дивитися фільм, що зображає ворогів Партії (зокрема, Еммануеля Голдштейна та його послідовників), і активно виражати свою ненависть до них протягом рівно двох хвилин.

## Подробиці з роману «1984»
Почуття головного героя, психологічні методи та їхній вплив на людину в рамках соціального оточення детально аналізуються самим Орвеллом у цьому уривку:
Жахлива особливість Двохвилинки ненависті полягала не в тому, що потрібно було прикидатися, а в тому, що годі було залишитися осторонь від загального божевілля. За якихось півхвилини  вже не потрібно було прикидатися. Гидкий шал страху й мстивості, бажання вбивати, катувати, трощити обличчя ковальським молотом, здавалося, пронизував людей електричним струмом, мимоволі перетворюючи кожного на верескливого безумця зі спотвореним гримасою обличчям. Проте лють була абстрактною, нікуди не спрямованою, її можна було переключити з одного об'єкта на інший, як полум'я паяльної лампи.
Фільм та його супутні аудіовізуальні сигнали (зокрема, скреготливий шум, який Орвелл описує як «схожий на звук роботи страхітливого незмащеного механізму») є різновидом промивання мізків членам Партії, мета якого — довести їх до шалу ненависті й відрази до Еммануеля Голдштейна й ворожої на цей час наддержави. Очевидно, це не рідкість для тих, хто піддається сильним емоціям ненависті, втрачати над собою контроль і спрямовувати свою ненависть на якісь навколишні речі — наприклад, жбурляти речі в телеекран, як це й робить Джулія під час описуваної сцени.
Фільм стає чим далі тим більш сюрреалістичним, тоді як обличчя Гольдштейна трансформується у вівцю а ворожі солдати на екрані неначе наступають на самих глядачів, аж доки один із солдатів, блискаючи пострілами з пістолета-кулемета, спрямовує його дуло безпосередньо в напрямку екрану. Врешті-решт (а це відбувається вже наприкінці двохвилинки) зображення солдата перетворюється на обличчя Великого Брата. І вже насамкінець, ментально, емоційно й фізично виснажені глядачі скандують: «В-Б! … В-Б!» — знову й знову, немов у ритуальному екстазі.
За сюжетом книги метою проведення таких двохвилинок ненависті є контрольоване вивільнення зазвичай пригнічених почуттів відчаю й ненависті, які виникають у громадян унаслідок такого злиденного, всебічно контрольованого існування. Відводячи ці підсвідомі почуття від уряду Океанії та переспрямовуючи їх на зовнішніх ворогів (які насправді можуть навіть не існувати), Партія мінімізує потенційні шкідливі наслідки підривних для неї думок і поведінки громадян.
Під час першої двохвилинки ненависті, описаної в книзі, перед аудиторією з'являється один із членів Внутрішньої партії та ключовий персонаж книги — О'Браєн. У цьому романі, окрім двохвилинки, також згадується тиждень ненависті, який є екстраполяцією відповідного двохвилинного періоду на щорічний фестиваль ненависті тривалістю в один тиждень.

## Походження терміна
Орвелл не був оригінальним автором ідеї, що стоїть за терміном «двохвилинка ненависті»; такий термін використовувався вже під час Першої світової війни. У той період британські письменники висміювали німецьку кампанію ненависті до англійців, уявляючи собі прусську сім'ю, що сидить за кухонним столом, споживаючи свою щоденну порцію «ранкової ненависті».
Крім того, короткі щоденні артилерійські бомбардування, які практикували обидві сторони під час Першої світової війни, і які були спрямовані на зрив ворожих процедур, були відомі як «ненависті» (у множині):
Вечір цієї ж інспекції був одним із тих нечастих випадків, коли Помм'є зазнавав бомбардування. Раптова двохвилинна «ненависть» із близько 40 снарядів по 4.2 і 5.9, поранила трьох людей і вбила обидвох коней командира — Сілвертейла і Бейбі.— Запис 1/5 батальйону Лестерширського полку Територіальних сил Британської армії, Перша світова війна, 1914–1918

## Використання концепції Орвелла
Нападки на ліберальну опозицію з боку російських державних телевізійних каналів, таких як Росія-1, було охарактеризовано як такі, що нагадують орвеллівські «двохвилинки ненависті». Крім того, під час війни на Донбасі російське телебачення регулярно зображало українських військових як нелюдів. Одним із найбільш сумнозвісних прикладів такої пропаганди ненависті став репортаж-містифікація 2014 року на загальноросійському «Першому каналі», де йшлося про те, що українські воїни нібито розп'яли трирічного хлопчика.
Американську пропаганду, яка здійснювалася Комітетом з питань публічної інформації протягом Першої світової війни, теж порівнювали з пропагандою в програмі «двохвилинки ненависті».